# Silex

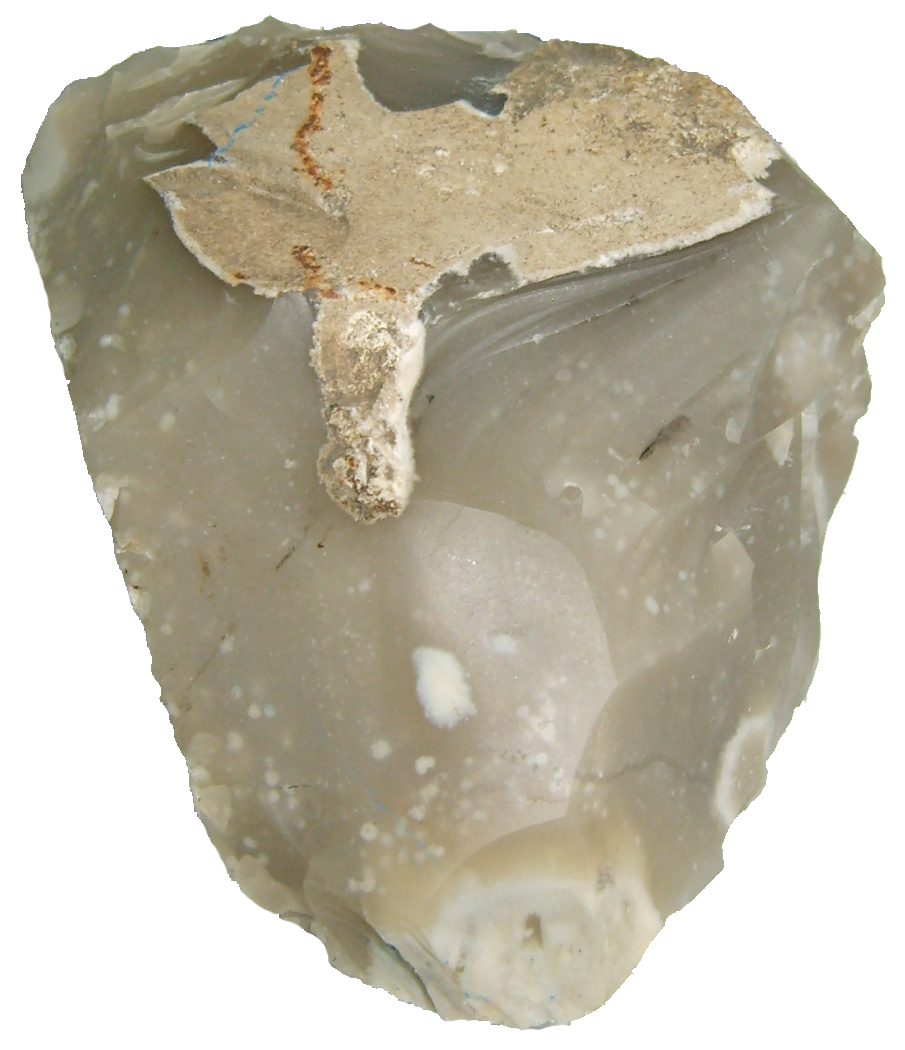
Silex de tip „Miorcani”

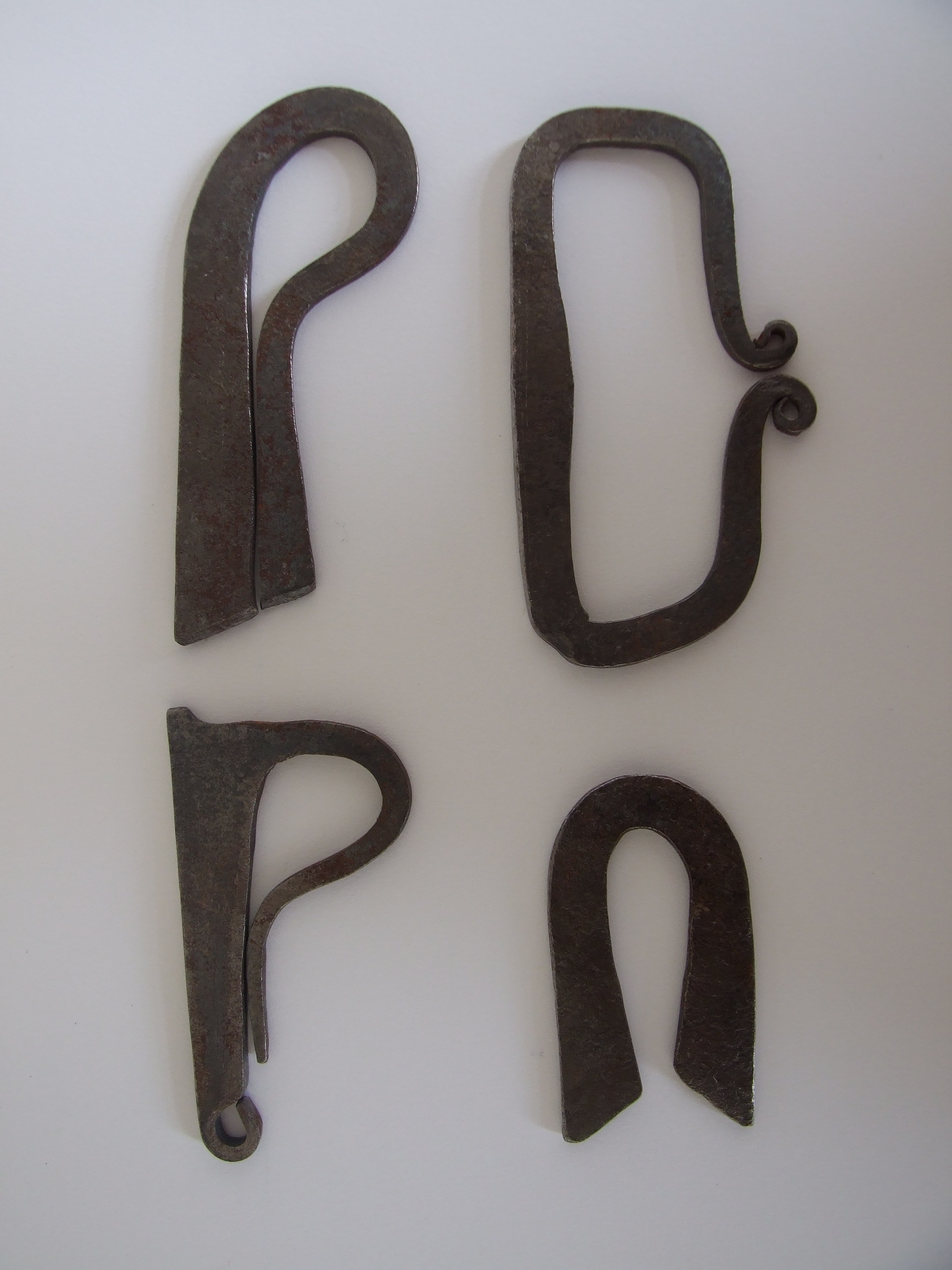
Diferite modele de amnar

Silexul este o varietate de cuarț microcristalin sau criptocristalin găsită în cretă sau marnă (chert fiind o altă varietate găsită în calcar). Un subtip de silicolit. În vorbirea populară se mai numește și cremene. Silexul este de obicei de culoare albă, gri, neagră, sau maro și prezintă de obicei o suprafață mată sau translucidă.
Modul exact de formare a silexului nu este clarificat încă, dar una dintre teorii este că silexul este produsul unor reacții chimice care au loc în formațiunile sedimentare în timp ce acestea se transformă în roci. O altă ipoteză este că un material gelatinos ocupă cavitățile din sediment, de exemplu tunelele săpate de crustacee sau moluște, iar acest material este silicificat în timp. Această teorie explică forma complexă a cremenii în stare naturală.

## Utilizare
O varietate a sa a fost folosită în societățile umane primitive ca unealtă. Atunci când este lovit cu obiecte de fier  poate produce scântei. Lovit cu un amnar este folosit la aprinderea focului.

## Silex în România și Moldova
Tipurile de silexuri cele mai cunoscute în România sunt silexul de tip Miorcani și silexul balcanic (numit și silex de Murfatlar). Silexul de tip Miorcani, este numit după mina de silex lângă satul Miorcani, dar poate fi întâlnit de la partea superioară a râului Prut până la partea superioară a râului Nistru. Este găsit într-un strat de marne cretoase cenomanian. Silexul balcanic poate fi întâlnit în toată Dobrogea (în România și Bulgaria) și pe partea inferioară a Dunării într-un strat de cretă de la sfârșitul cretacicului. Cea mai cunoscută sursă din România, din acest silex, este cariera de cretă de la Murfatlar. Alături de obsidian, aceste două tipuri de silex constituie obiectul schimbului cu materialele litice, din siturile arheologice din epoca de piatră din zonă.